# Landelijke fietsroute 6
De Landelijke fietsroute 6 of LF6 was een LF-route in België en Nederland tussen Diksmuide en Vaals, een route van ongeveer 400 kilometer. Het Belgische deel was onderdeel van de Vlaanderen Fietsroute.
Het fietspad liep door de provincies West-Vlaanderen, Oost-Vlaanderen, Vlaams-Brabant, het Brussel en door Belgisch en Nederlands Limburg, vlak bij de Waalse grens.
De route van Diksmuide naar Vaals had het nummer LF6a en de route van Vaals naar Diksmuide LF6b.
Het deel Maastricht - Vaals is vervangen door de Heuvelland-Fietsroute.